# Loofbos van de hoge Apennijnen
Het loofbos van de hoge Apennijnen (Engels: Apennine deciduous montane forests) is een wat verbrokkelde ecoregio in de Apennijnen van Italië. De ecoregio is onderdeel van de WNF-bioom gematigd loofbos of gemengd bos. Het klimaat is er vrij ruig. Er valt 1.800 mm per jaar aan neerslag en de gemiddelde temperatuur komt niet veel hoger dan 3-5 °C. Sneeuw en vorst zijn 's winters niet ongewoon.
Er zijn uitgebreide beukenbossen (Fagus sylvatica) met op bepaalde rotsige hellingen overblijfselen van dennenwoud (Pinus nigra var. italica). Op de bergtoppen resteren populaties van een Alpijnse dennensoort (Pinus mugo) alsmede Juniperus nana, Sorbus chamaemespilus en Arctostaphylos uva-ursi. Tussen de rotsen worden een groot aantal endemische plantensoorten aangetroffen, zoals Androsace mathildae, Ranunculus magellensis, Aquilegia magellensis en Soldanella minima. 
De fauna heeft soorten verloren maar er zijn nog Marsicaanse bruine beer (Ursus arctos marsicanus), Italiaanse wolf (Canis lupus italicus), ree (Capreolus capreolus), Abruzzengems (Rupicapra pyrenaica ornata), wilde kat (Felis silvestris), boommarter (Martes martes), steenmarter (Martes foina) en otter (Lutra lutra).
In de ecoregio leven verschillende endemische amfibieën en amfibieën met een beperkte verspreiding, waaronder de Salamandrina perspicillata, de Italiaanse watersalamander (Lissotriton italicus), Rana italica en de vuursalamander (Salamandra salamandra gigliolii).
Er zijn een aantal nationale parken in de ecoregio, zoals:
- Nationaal park Abruzzo, Lazio e Molise
- Nationaal park Appennino Tosco-Emiliano
- Nationaal park Foreste Casentinesi, Monte Falterona, Campigna
- Nationaal park Gran Sasso e Monti della Laga.
- Nationaal park Majella
- Nationaal park Monti Sibillini